# Сентух
Сентух — село в Хунзахском районе Дагестана. Входит в состав сельского поселения Сиухский сельсовет.

## Географическое положение
Расположено на территории Хасавюртовского района, в 32 км к северо-востоку от города Хасавюрт на канале Шабур.

## История
Образовано на месте кумыкского хутора Арал. Указом Президиума Верховного Совета ДАССР от 23.02.1972 года на территории Кизилюртовского района, на землях заключенных за колхозом «Новая жизнь» зарегистрирован новый населённый пункт Сентух.

## Население
| 1989 | 2002 | 2010 | 2021 |
| ---- | ---- | ---- | ---- |
| 55   | ↗204 | ↘148 | ↘94  |

По данным Всероссийской переписи населения 2010 года — моноэтничное аварское село.